# Lassú tűzön (film, 1994)
A Lassú tűzön (eredeti cím: The Burning Season) 1994-ben bemutatott amerikai televíziós életrajzi filmdráma John Frankenheimer rendezésében. A forgatókönyv Andrew Revkin újságíró The Burning Season című kötetéből készült, mely Chico Mendes brazil környezetvédő aktivista tevékenységét és meggyilkolásának körülményeit írja le. A főbb szerepekben Raúl Juliá, Carmen Argenziano és Sônia Braga látható. Ez volt Juliá utolsó filmszerepe, a bemutató után öt héttel hunyt el betegségben. A történet szerint Brazíliában játszódó filmet Mexikóban forgatták.
Az Amerikai Egyesült Államokban 1996. szeptember 16-án debütált a HBO-n. Kritikai sikert aratott, több Golden Globe- és Primetime Emmy-díjat elnyerve.

## Cselekmény
Chico Mendes brazil gumiipari munkás, szakszervezeti vezető és környezetvédő aktivista volt, aki az Amazonas-medence esőerdeinek védelmére hívta fel a figyelmet. 1988-ban gyilkolták meg a tevékenységét ellenző farmerek. A film Mendes életét meséli el, 1951-tól, a gyermekkorától kezdve, főként az 1983 és 1988 közötti évekre fókuszálva. 

## Szereplők
- Raúl Juliá – Francisco "Chico" Mendes
- Carmen Argenziano – Alfredo Sezero
- Sônia Braga – Regina de Carvalho
- Kamala Lopez – Ilzamar
- Luis Guzmán – főnök
- Nigel Havers – Steven Kaye
- Tomás Milián – Darli Alves
- Esai Morales – Jair
- Edward James Olmos – Wilson Pinheiro
- Roger Cudney – riporter

## Fontosabb díjak és jelölések

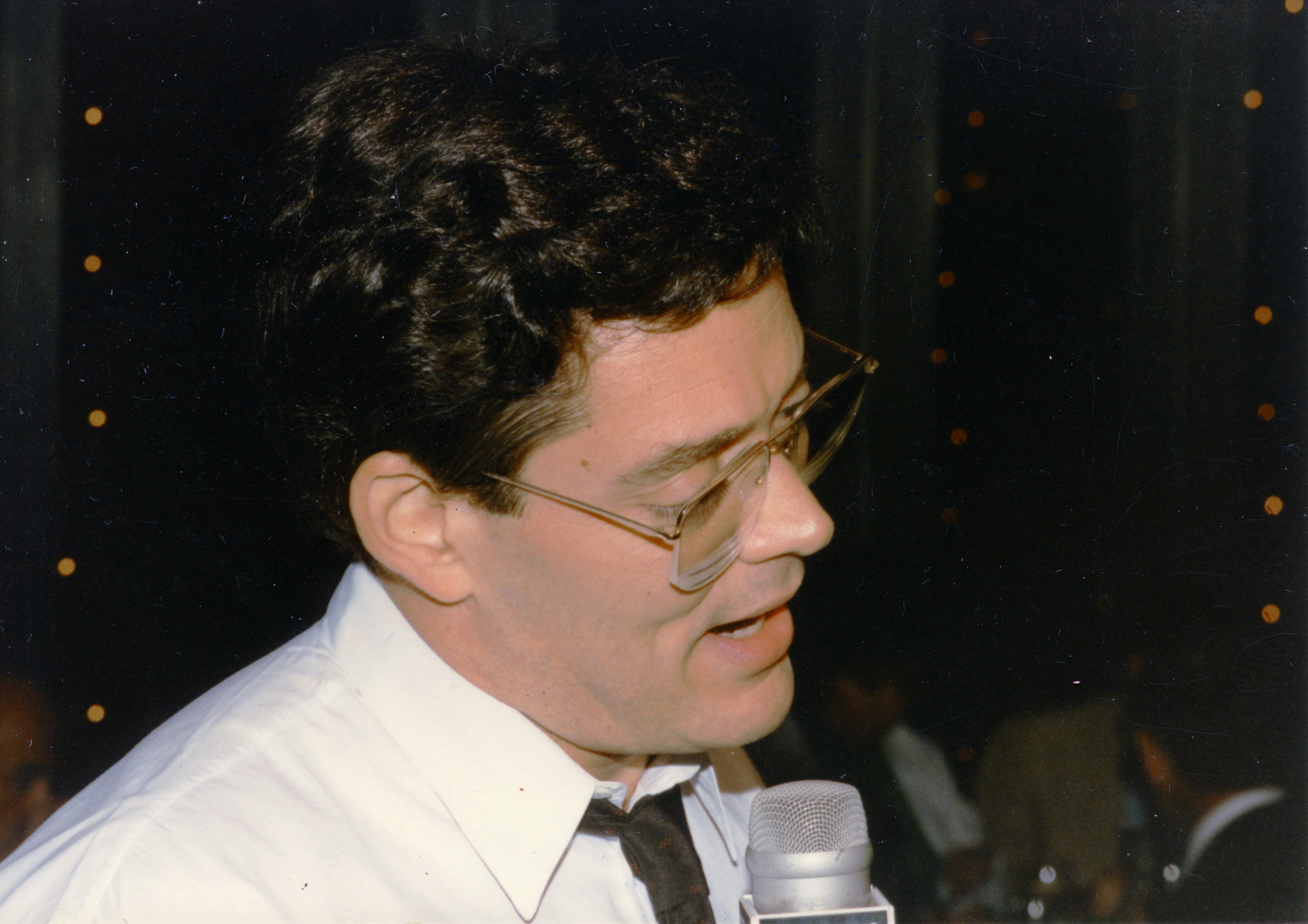
Raúl Juliá, a film főszereplője – aki a bemutató után pár héttel hunyt el – Chico Mendes megformálásával posztumusz Golden Globe-, Primetime Emmy- és Screen Actors Guild-díjakat nyert

| Díj                            | Kategória                                                           | Jelölt                                                                    | Eredmény | Ref.  |
| ------------------------------ | ------------------------------------------------------------------- | ------------------------------------------------------------------------- | -------- | ----- |
| Golden Globe-díj (1995)        | legjobb minisorozat vagy tévéfilm                                   | –                                                                         | Elnyerte | [ 2 ] |
| Golden Globe-díj (1995)        | legjobb férfi főszereplő (minisorozat vagy tévéfilm)                | Raúl Juliá (posztumusz)                                                   | Elnyerte | [ 2 ] |
| Golden Globe-díj (1995)        | legjobb férfi mellékszereplő (sorozat, minisorozat vagy tévéfilm)   | Edward James Olmos                                                        | Elnyerte | [ 2 ] |
| Golden Globe-díj (1995)        | legjobb női mellékszereplő (sorozat, minisorozat vagy tévéfilm)     | Sônia Braga                                                               | Jelölve  | [ 2 ] |
| Primetime Emmy-díj (1995)      | legjobb tévéfilm                                                    | David Puttnam, John Frankenheimer, Thomas M. Hammel és Diane Batson-Smith | Jelölve  | [ 3 ] |
| Primetime Emmy-díj (1995)      | legjobb férfi főszereplő (minisorozat vagy különkiadás)             | Raúl Juliá (posztumusz)                                                   | Elnyerte | [ 3 ] |
| Primetime Emmy-díj (1995)      | legjobb férfi mellékszereplő (minisorozat vagy különkiadás)         | Edward James Olmos                                                        | Jelölve  | [ 3 ] |
| Primetime Emmy-díj (1995)      | legjobb női mellékszereplő (minisorozat vagy különkiadás)           | Sônia Braga                                                               | Jelölve  | [ 3 ] |
| Primetime Emmy-díj (1995)      | legjobb egyéni rendezői teljesítmény (minisorozat vagy különkiadás) | John Frankenheimer                                                        | Elnyerte | [ 3 ] |
| Primetime Emmy-díj (1995)      | legjobb forgatókönyv (minisorozat vagy különkiadás)                 | William Mastrosimone, Michael Tolkin és Ron Hutchinson                    | Jelölve  | [ 3 ] |
| Screen Actors Guild-díj (1995) | legjobb színész (minisorozat vagy tévéfilm)                         | Raúl Juliá (posztumusz)                                                   | Elnyerte | [ 4 ] |

## Fordítás
- Ez a szócikk részben vagy egészben  a   The Burning Season (1994 film) című angol Wikipédia-szócikk ezen változatának fordításán alapul.  Az eredeti cikk szerkesztőit annak laptörténete sorolja fel. Ez a jelzés csupán a megfogalmazás eredetét és a szerzői jogokat jelzi, nem szolgál a cikkben szereplő információk forrásmegjelöléseként.